# Oxaenanus picticilia
Oxaenanus picticilia är en fjärilsart som beskrevs av George Francis Hampson 1898. Oxaenanus picticilia ingår i släktet Oxaenanus och familjen nattflyn. Inga underarter finns listade i Catalogue of Life.